# Lauro Olmo Enciso
Lauro Olmo Enciso (Madrid, 6 de junio de 1955) es un arqueólogo español, catedrático de Arqueología en la Universidad de Alcalá, dentro del Departamento de Historia y Filosofía.

## Biografía
Lauro Olmo Enciso nació en Madrid el 6 de junio de 1955. Su padre fue el dramaturgo Lauro Olmo Gallego.
Cursó sus estudios de Geografía e Historia en la Universidad Autónoma de Madrid, especializándose en Prehistoria y Arqueología. Fue investigador visitante en la Universidad de Harvard, con una beca Fulbright, así como en la Universidad de Siena. Es especialista en arqueología medieval, arqueología del paisaje, y patrimonio histórico. 
Es catedrático de arqueología en la Universidad de Alcalá, dentro del departamento de Historia y Filosofía. También ha impartido clases en la Università Ca' Foscari de Venecia, Universitá degli Studi di Siena, Universidad de Sassari, Universidad Complutense de Madrid, Universidad de Castilla-La Mancha, Universidad de Granada y en la Universidad de Jaén.
Desde 1992, como director científico, sus investigaciones se centran en la ciudad visigoda de Recópolis,
en los yacimientos del Castillo de Zorita, y en el paisajes medievales del parque arqueológico de Recópolis, en Zorita de los Canes (Guadalajara). Así como en el estudio de la construcción y dinámicas del paisaje medieval; y ha iniciado una línea de investigación sobre el cambio climático en época medieval. 
También, es director científico en el yacimiento arqueológico de la Vega Baja de Toledo, junto con el profesor Ricardo Izquierdo de la Universidad de Castilla-La Mancha, donde codirigieron los "Cursos Internacionales de Arqueología en la Vega Baja de Toledo" entre los años 2007-2009. 

## Obra

### Libros

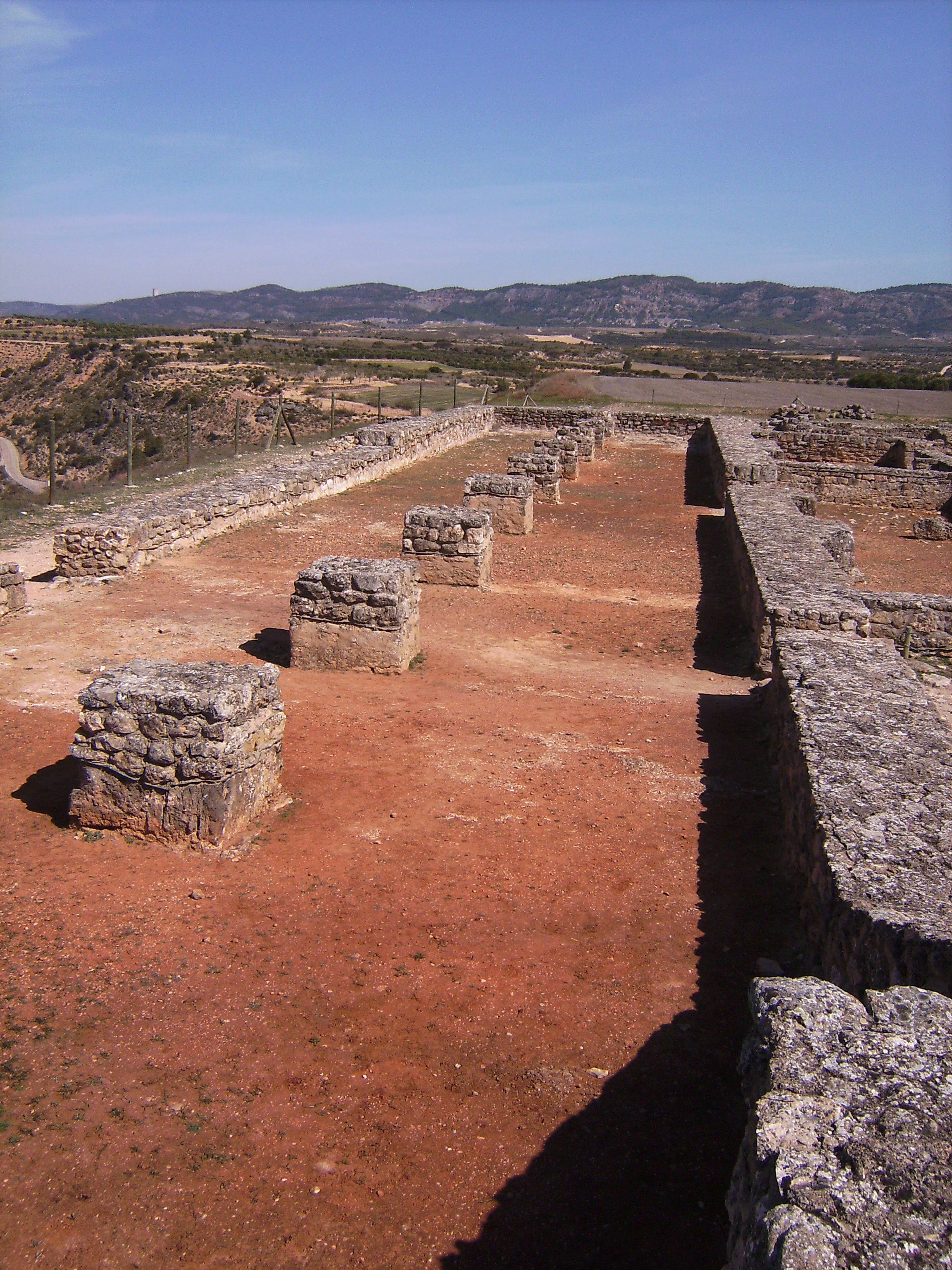
Interior del conjunto palatino de Recópolis.

- (coeditor con Izquierdo Benito R., et alii) Espacios Urbanos en el Occidente Mediterráneo (ss. VI-VIII), Ed. Toletum Visigodo, Toledo, 2010.
- (coeditor con Izquierdo Benito, R., Olmo Enciso, L., Gallego García, M., García González, J., Juan Ares, J. de, Peris Sánchez, D., Villa, R.):La Vega Baja de Toledo, Toledo, 2009.
- Recópolis y la ciudad en época visigoda, zona arqueológica. Madrid. 2008.
- Recópolis. Un paseo por la ciudad visigoda. (Catálogo de la exposición: Recópolis. Un paseo por la ciudad visigoda. Madrid (2006)
- Teoría e Historia de la Restauración, (coautor), Madrid, 1997.
- (coautor con M. Fernández Miranda, C. Fernández Ochoa, J.L. Maya, L. Olmo Enciso, F. Cuesta) Los orígenes de Gijón, Gijón, 1992.
- (coautor con M. Fernández Miranda, C. Fernández Ochoa, J.L. Maya González, L. Olmo Enciso, B. Martínez, M. Encinas) Gijón romano, Ministerio de Cultura, Madrid 1985 (1.ª ed.) Ayuntamiento de Gijón, Gijón 1988 (2.ª ed.).

### Artículos científicos
- "The Materiality of Complex Landscapes: Central Iberia during 6th-8th centuries AD" en R. Hodges, S. Gelichi (eds)New Directions in Early Medieval European Archaeology: Spain and Italy Compared. Essays for Riccardo Francovich, Ed. Brepols, Turnhout (Belgium), 2015, pp. 15-42.
- "Un Arqueólogo en la Ciudad: en los inicios de un ensayo", Homenaje al Profesor Manuel Bendala Galán, vol.I, Cuadernos de Prehistoria y Arqueología de la Universidad Autónoma de Madrid, n.º 37-38, Madrid, 2012, pp. 39-53.
- "De Celtiberia a Santabariyya: la transformación del espacio entre la época visigoda y la formación de la sociedad andalusí", Arqueología e Historia entre dos mundos. Zona Arqueológica n.º 15, vol. II, Ed. Museo Arqueológico Regional de la Comunidad de Madrid, Madrid, 2012, pp. 39-65.
- "L’ organisation de l’ archéologie preventive en Espagne et ses effets induits sur la recherche", Archéopages. Nouveaux champs de la recherché archéologique, Janvier 2012, Institut National de Recherches Archéologiques Préventives (Inrap), París, 2012, pp. 42-46.
- "Ciudad y Estado en época visigoda: Toledo, la construcción de un nuevo paisaje urbano", en Olmo Enciso, L., Izquierdo Benito, R., et alii (eds.) Espacios Urbanos en el Occidente Mediterráneo (ss. VI-VIII), Ed. Toletum Visigodo, Toledo, 2010, pp. 87-113.
- "La Vega Baja en época visigoda: una investigación arqueológica en construcción", en Olmo Enciso, L., Izquierdo Benito, R., et alii (eds) La Vega Baja de Toledo, Toledo, 2009, pp. 69-91.
- "Recópolis y la ciudad en época visigoda: introducción a un paisaje histórico", en Olmo Enciso, L. (ed) Recópolis y la ciudad en época visigoda, zona arqueológica n.º 9, Madrid 2008, pp. 15-18.
- "Fuentes escritas y primeras investigaciones sobre Recópolis" en Olmo Enciso, L. (ed) Recópolis y la ciudad en época visigoda, zona arqueológica n.º 9, Madrid 2008, pp 23-39.
- "Recópolis una ciudad en una época de transformaciones" en Olmo Enciso, L. (ed) Recópolis y la ciudad en época visigoda, zona arqueológica n.º 9, Madrid 2008, pp. 41-62.
- "The Royal Foundation of Recópolis and the Urban Renewal in Iberia during the Second Half of the Sixth Century", en J. Henning (ed.) Post-Roman Towns and Trade in Europe and Byzantium Berlín, 2007, vol.I, pp. 181-199.
- "Nuevos paisajes urbanos y consolidación del Estado en época visigoda”, en AA.VV., Hispania Gothorum, Toledo, 2007, pp. 161-180.
- "La ciudad en el centro peninsular durante el proceso de consolidación del estado visigodo de Toledo”, Investigaciones arqueológica sobre la época visigoda, zona arqueológica, n.º 8, vol. ii, Madrid, 2007, pp. 273-286.
- "Juan Cabré y los inicios de la investigación arqueológica en Recópolis", en Blánquez, J. y Rodríguez B. (Eds.), El arqueólogo Juan Cabré (1882-1947), Madrid, 2004.
- "Arqueología Medieval en Guadalajara. Un Estado de la Cuestión", Primer Simposio de Arqueología de Guadalajara, Madrid, 2002, pp. 467-500.
- "Arqueología y Modelos de Ciudad: una Reflexión desde España", en A. Ricci (ed.) Archeologia e Urbanística, Florencia, 2001, pp. 243-256.
- "Ciudad y procesos de transformación social entre los siglos VI y IX: de Recópolis a Racupel", en Caballero, L. y Mateos P., (Eds.) (2000); Visigodos y Omeyas. Un debate entre la Antigüedad Tardía y la Alta Edad Media, Anejos de AespA, XXIII, Madrid, 2001, pp. 385-399.
- "Arqueología y formación del Estado en época visigoda" en Perea, A. (Ed.) El tesoro visigodo de Guarrazar, Madrid, 2001, pp. 379-386.
- "La ciudad visigoda de Recópolis (Zorita de los Canes, Guadalajara)", en J. Blánquez Pérez, (ed.) Pasado y Presente de la Arqueología Española, Madrid, 2000.
- "Consideraciones sobre la ciudad en época visigoda" Arqueología y Territorio Medieval, n.º 5, Jaén, 1998, pp. 109-119.
- "State Formation and Social Structures: an Archaeological Approach to Iberia during the Visigothic Period", en Continuity and Discontinuity from Late Antiquity to the Early Middle Ages in Europe and across the Mediterraneam Basin, B.A.R. International Series, 718, Oxford, 1998.
- "Teoría y metodología de la intervención arqueológica", en Olmo Enciso, L., Fernández Alba, A., Rivera, J. et al (eds) Teoría e Historia de la Restauración, Madrid, 1997, pp. 210-219.
- "El Patrimonio Arqueológico Español" en Olmo Enciso, L., Fernández Alba, A., Rivera, J. et al (eds) Teoría e Historia de la Restauración, Madrid, 1997, pp. 244-251.
- "Nuevas perspectivas para el estudio de la ciudad en época visigoda", en Los visigodos y su mundo, Jornadas Internacionales 1990, Madrid, 1997, pp. 259-271.
- "Proyecto Recópolis: Ciudad y Territorio en época visigoda", Arqueología en Guadalajara, Toledo, 1995, pp. 209-223.
- "El reino visigodo de Toledo y los territorios bizantinos. Datos sobre la heterogeneidad de la península ibérica en época visigoda", en AAVV, Coloquio Hispano•italiano de Arqueología Medieval, Granada, 1992, pp. 185-199.
- "El rapto de Europa", Arqrítica, n.º 4, Madrid 1992.
- "Ideología y Arqueología: los estudios sobre el periodo visigodo en la primera mitad del siglo XX", en J. Arce y R. Olmos (eds)Historiografía de la Arqueología y de la Historia Antigua en España (siglos XVIII•XX), Madrid 1991, pp. 156-161.
- "La ciudad visigoda de Recópolis y el habitat en la zona central de la península durante la época visigoda", en Gallo-romains, Wisigoths et Francs en Aquitaine Septimanie et Espagne, Rouen 1991, pp. 71-82.
- "Arquitectura religiosa y organización litúrgica en época visigoda. La basílica de Recópolis", Archivo Español de Arqueología, vol. 61, Madrid 1988, pp. 157-178.
- "Los conjuntos palatinos en el contexto de la topografía urbana altomedieval de la península ibérica", II Congreso de Arqueología Medieval Española, Tomo II, Madrid 1987, pp. 345-352.
- "La ciudad visigoda de Recópolis", en Romanos y visigodos. Hegemonía cultural y cambios sociales, I Congreso de Historia de Castilla-La Mancha, Tomo IV, Ciudad Real, 1988.
- "Reccopolis la ville du roi Leovigild", Dossiers d`Histoire et Archeologie, n.º 108 Dijon, 1986.
- "Cerámica común hispanomusulmana en Niebla (Huelva)", II Coloquio Internacional de Cerámica Medieval en el Mediterráneo Occidental, Madrid 1986, pp. 133-141.
- "Nuevos datos para el estudio del asentamiento hispanomusulmán de Mesas de Asta (Jerez de la Frontera)", I Congreso de Arqueología Medieval Española, Tomo IV, Huesca 1986.
- "Problemática de las fortificaciones (ss. VI·VII) a raíz de los últimos hallazgos arqueológicos", I Congreso de Arqueología Medieval Española, Tomo II, Huesca 1986.
- "Recopolis et les habitats urbains de le periode wisigothique en Espagne", Bulletin de Liaison Association Francaise d´Archeologie Merovingienne, n.º 9, París, 1985.
- "La iglesia del castillo de Zorita de los Canes (Guadalajara)", Wad·al·Hayara, n.º 12, Guadalajara 1985, pp. 97-110.
- "Sistemas defensivos de la ciudad visigoda de Recópolis", Homenaje al Profesor Martín Almagro Basch, Tomo IV, Ministerio de Cultura, Madrid 1983, pp. 67-75.